# Esdilasas
Esdilasas (en grec ancien : Εσδιλάσασ) est un chef berbère actif pendant la rébellion dans la province de Byzacène au vie siècle. En 534 et 535, il fait partie des chefs berbères qui se rebellent contre l'autorité byzantine en Afrique. À la fin de 534, avec les chefs berbères Cusina, Iourphouthès et Medisinissas, il défait les officiers byzantins Aïgan et Rufin. En 535, cependant, les rebelles sont vaincus par le général byzantin Solomon, d'abord à la bataille de Mammès, puis du mont Burgaon, à la suite de laquelle Esdilasas se rend sur promesse qu'il aurait la vie sauve. Il est emmené à Carthage.

## Référencement